# Tamopsis fitzroyensis
Tamopsis fitzroyensis är en spindelart som beskrevs av Baehr 1987. Tamopsis fitzroyensis ingår i släktet Tamopsis och familjen Hersiliidae. Inga underarter finns listade i Catalogue of Life.